# Alexandra-Kirche (Bad Ems)

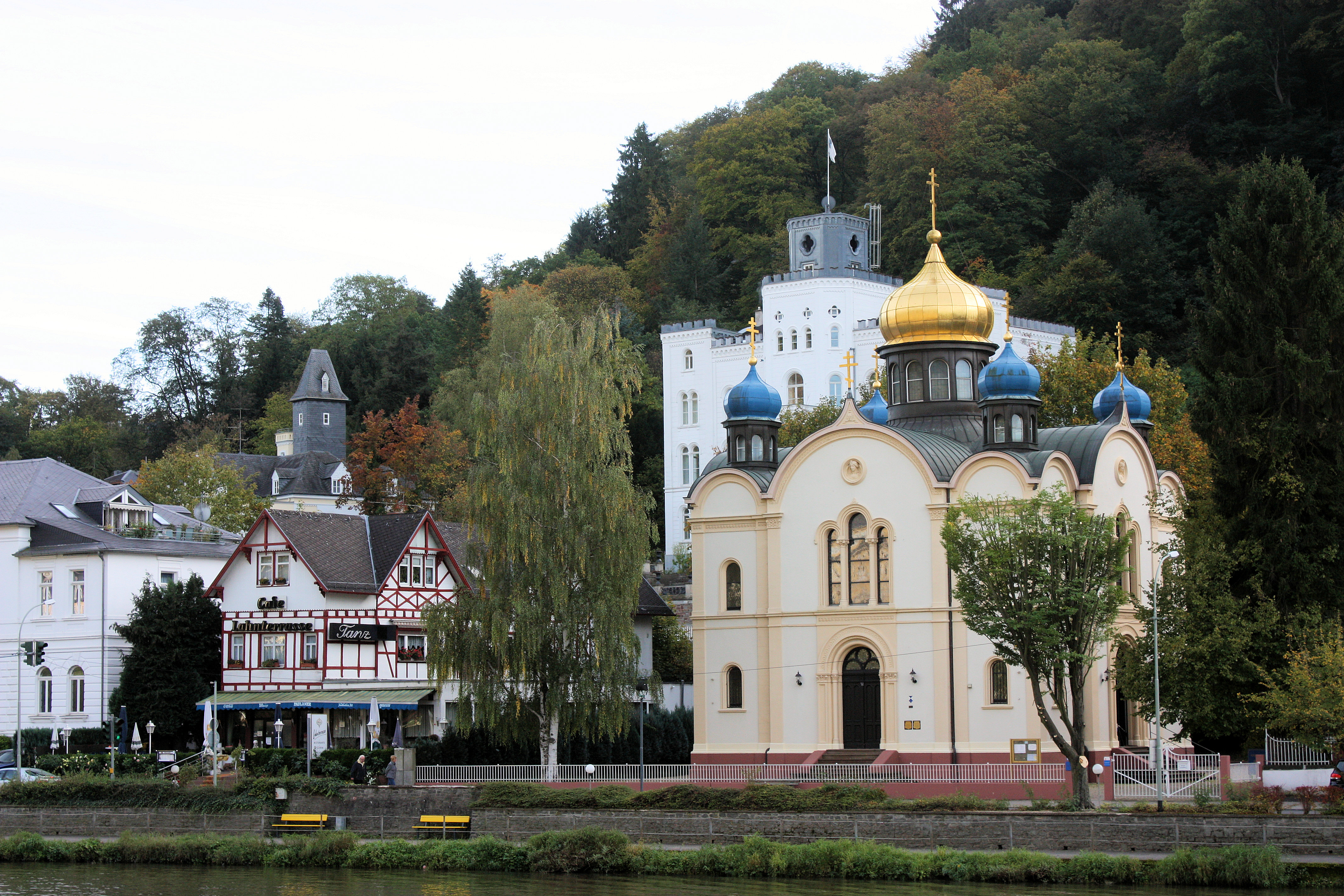
Russisch-Orthodoxe Kirche. Links daneben das Restaurant Lahnterrasse und hinter der Kirche das Künstlerhaus Schloss Balmoral.

Die Alexandra-Kirche ist ein orthodoxes Kirchengebäude der Russischen Orthodoxen Kirche im Ausland und Kulturdenkmal der Stadt Bad Ems in Rheinland-Pfalz. Sie wurde von Ferdinand Goldmann nach dem Vorbild der Christi-Erlöser-Kathedrale in Moskau entworfen und in der Zeit von 1874 bis 1876 errichtet. Patronin ist die Märtyrerin Alexandra von Rom. Darüber hinaus ist die Kirche auch dem Gedenken von Alexandra Fjodorowna, der Frau von Nikolaus I., gewidmet. Die preußischstämmige Zarin hatte den Bau finanziell unterstützt und organisatorisch begleitet.

## Lage
Die Kirche liegt in der Wilhelmsallee der Stadt Bad Ems, direkt am linken Ufer der Lahn.

## Geschichte

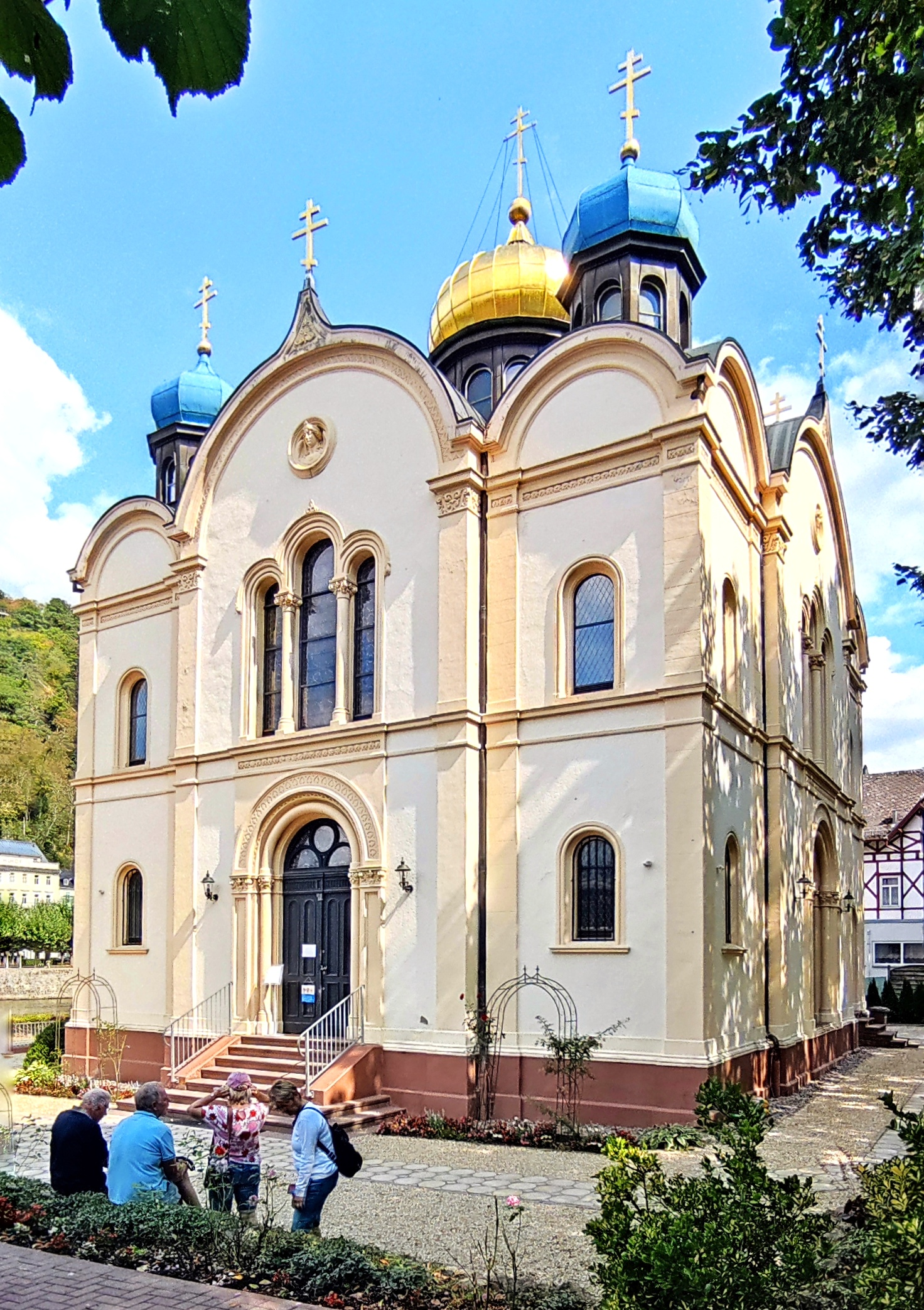
Nahaufnahme

Im 19. Jahrhundert erlangte der deutsche Kurort unter dem russischen Adel eine hohe Popularität. Auch durch den Ausbau der Eisenbahn zwischen Europa und Russland gelangten eine Vielzahl russischer Urlauber nach Bad Ems. Zu ihnen gehörten Nikolai Gogol, Iwan Turgenew, Sergei Aksakow und Fjodor Dostojewski. Sowohl die Besucher als auch die Gastgeber suchten nach einem Gottesdienstort für die Urlauber, sodass 1857 ein Komitee für den Bau gegründet wurde. Alexandra Feodorowna hielt die Schirmherrschaft für die Organisation und spendete früh 2000 Taler. Wegen spärlicher weiterer Spenden verzögerte sich die Umsetzung. Da in den 1860er Jahren die Zarenfamilie selbst den Kurort besuchte, erhielt das Projekt einen neuen Anstoß und mit Nikolaus I. auch einen neuen Großspender (insgesamt 10 000 Taler). Nach dem Kauf eines Grundstücks am 18. August 1874, wurde im gleichen Jahr mit dem Bau begonnen. Den Entwurf schuf der Nassauer Architekt Ferdinand Goldmann und die Baugesellschaft Carl Werner übernahm die Umsetzung. Am 23. April 1876jul. wurde das Gotteshaus feierlich eingeweiht, am Patronatsfest der heiligen Alexandra.
Mit dem Beginn des Ersten Weltkriegs bis zum Ende des Zweiten blieb die Kirche bis auf wenige Gottesdienste weitgehend geschlossen.
Die ursprünglichen Glocken des Geläuts hinter der Kirche wurden 1917 beschlagnahmt und eingeschmolzen. Im Jahr 2008 erhielt der Glockenstuhl neue Glocken, die von Metropolit Mark geweiht wurden.

## Beschreibung
Es handelt sich um eine Kreuzkuppelkirche als massiv gebauter zweigeschossiger Putzbau. Sie ähnelt der Russisch-Orthodoxen Kirche der heiligen Elisabeth in Wiesbaden, da beide nach dem Vorbild der Christi-Erlöserkirche in Moskau entstanden sind.
Über dem Rundbogenportal befindet sich ein gestaffeltes Drillingsfenster. Weiter nach oben zeigt die Fassade ein Ochsenauge und schließt durch ein Segmentbogengiebel mit krönendem russischen Kreuz ab. Vom Portal nach außen sind Natursteinpilaster und insgesamt vier schmalere Seitenfelder (zwei pro Geschoss), in denen jeweils Rundbogenfenster sitzen, zum Dach hin eigene kleinere Rundbogengiebel. Auf den Ecken sitzen polygonale Laternen mit blauen Zwiebelhauben. Mittig, über der Vierung strebt ein Laternenturm nach oben, ebenfalls mit Zwiebelhaube, jedoch in goldener Farbe.

## Ausstattung
Zwischen Gemeinde- und Altarraum befindet sich die Ikonostase, welche vom kaiserlich-russischen Hofschreiner Schrader aus St. Petersburg geschaffen wurde. Sie zeigt den Stil des Neobarock. Auf der Ikonostase ist links der Königspforte die Gottesgebärerin, rechts Jesus Christus, über der Pforte das Abendmahl abgebildet. Weitere Ikonen stammen von Carl von Neff.
Weiterhin ist im Innenraum hinter der Ikonostase ein Gemälde von Wassili Wereschtschagin zu sehen, welches Christi Auferstehung darstellt. Dieser hatte das Werk der Kirche geschenkt.

## Nutzung
Etwa 100 Gläubige gehören zur Gemeinde der Kirche. Sie besitzt weiterhin eine Bibliothek, eine Sonntagsschule sowie ein Gemeindehaus. In der Kirche finden regelmäßig Gottesdienste statt. Die Gemeinde gehört zur Diözese des orthodoxen Bischofs von Berlin und Deutschland der Russischen Orthodoxen Kirche im Ausland.

## Galerie

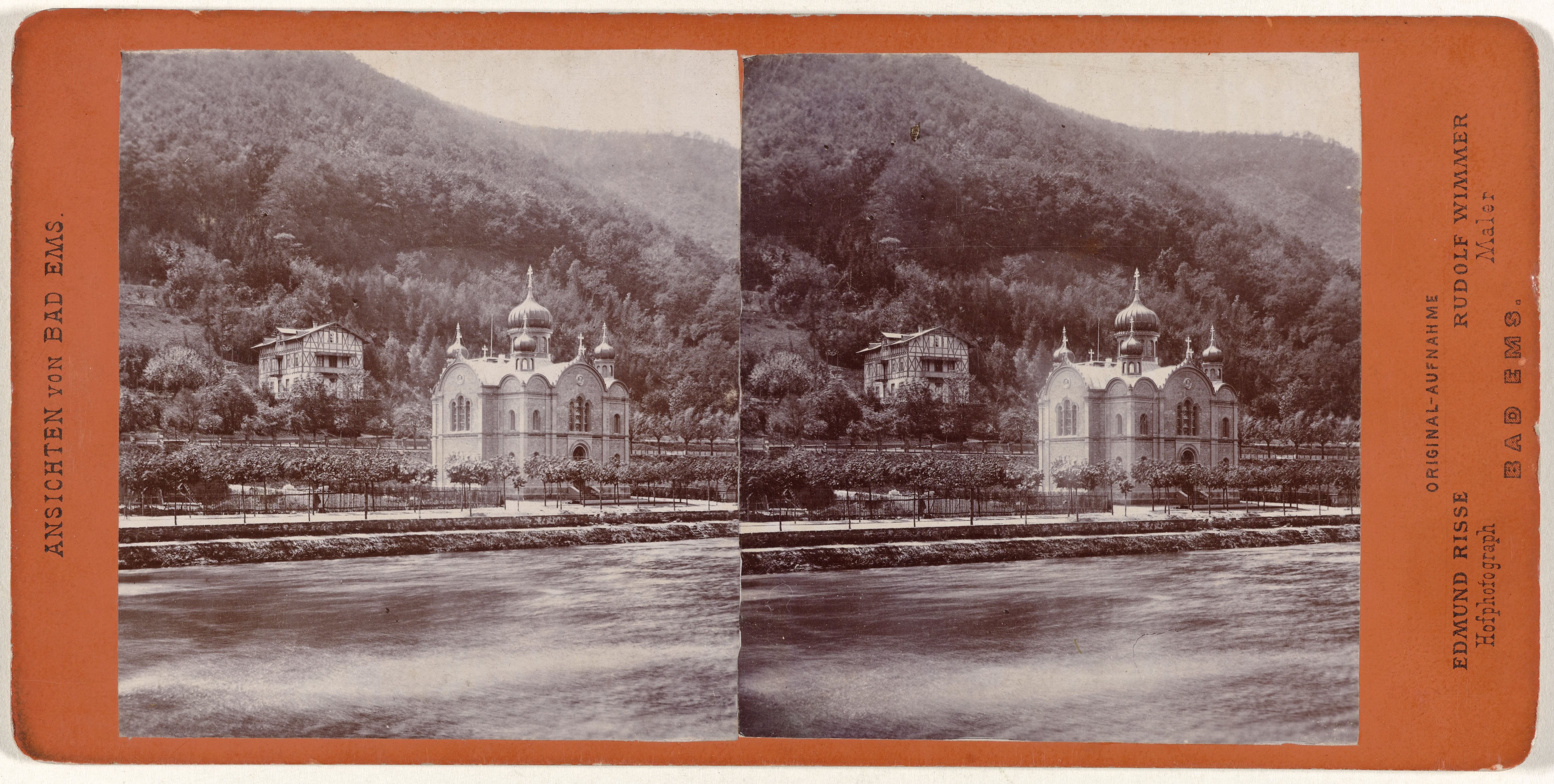
Kirche auf einer Stereoskopkarte aus dem 19. Jahrhundert
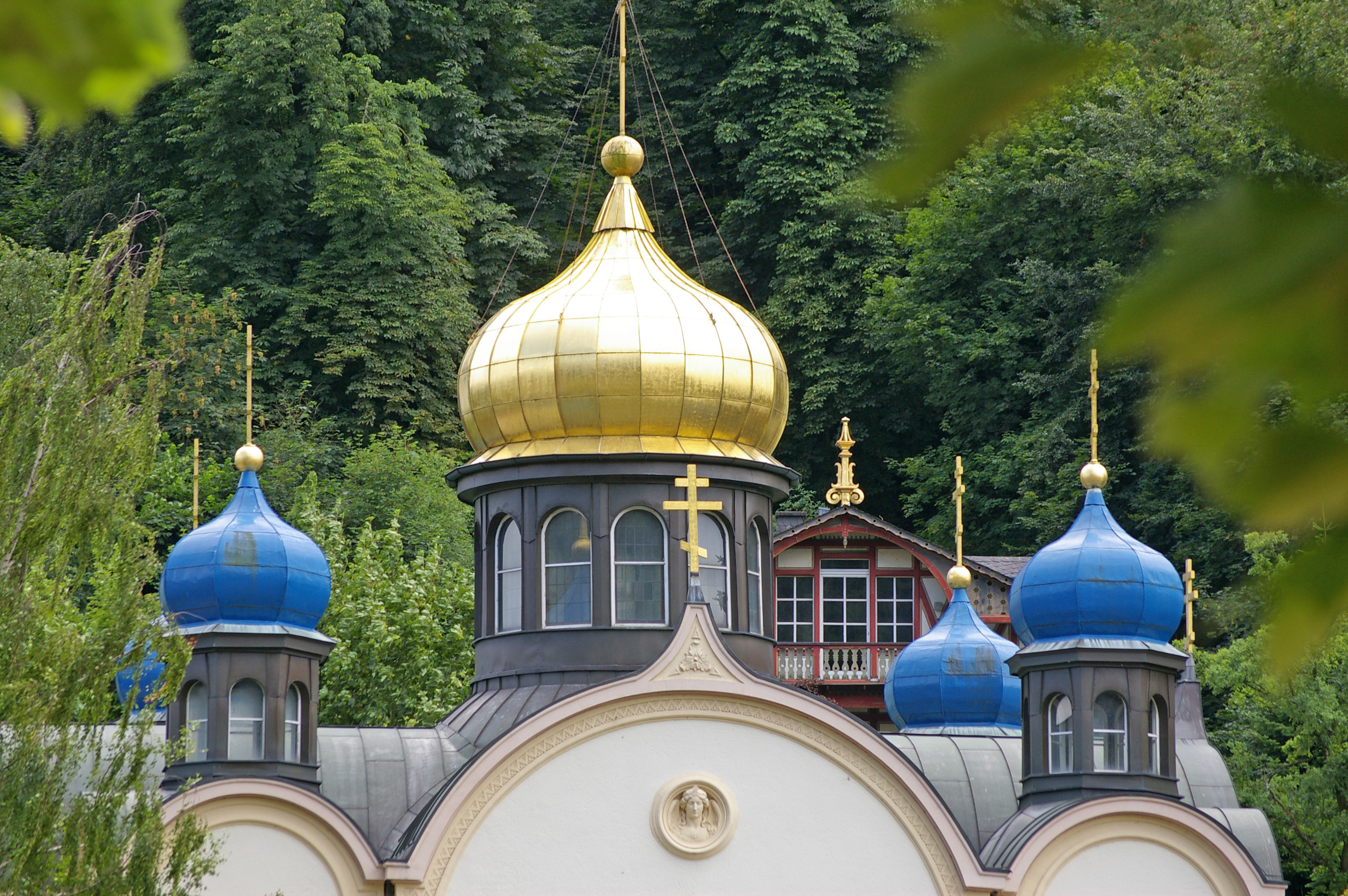
Detail Türme
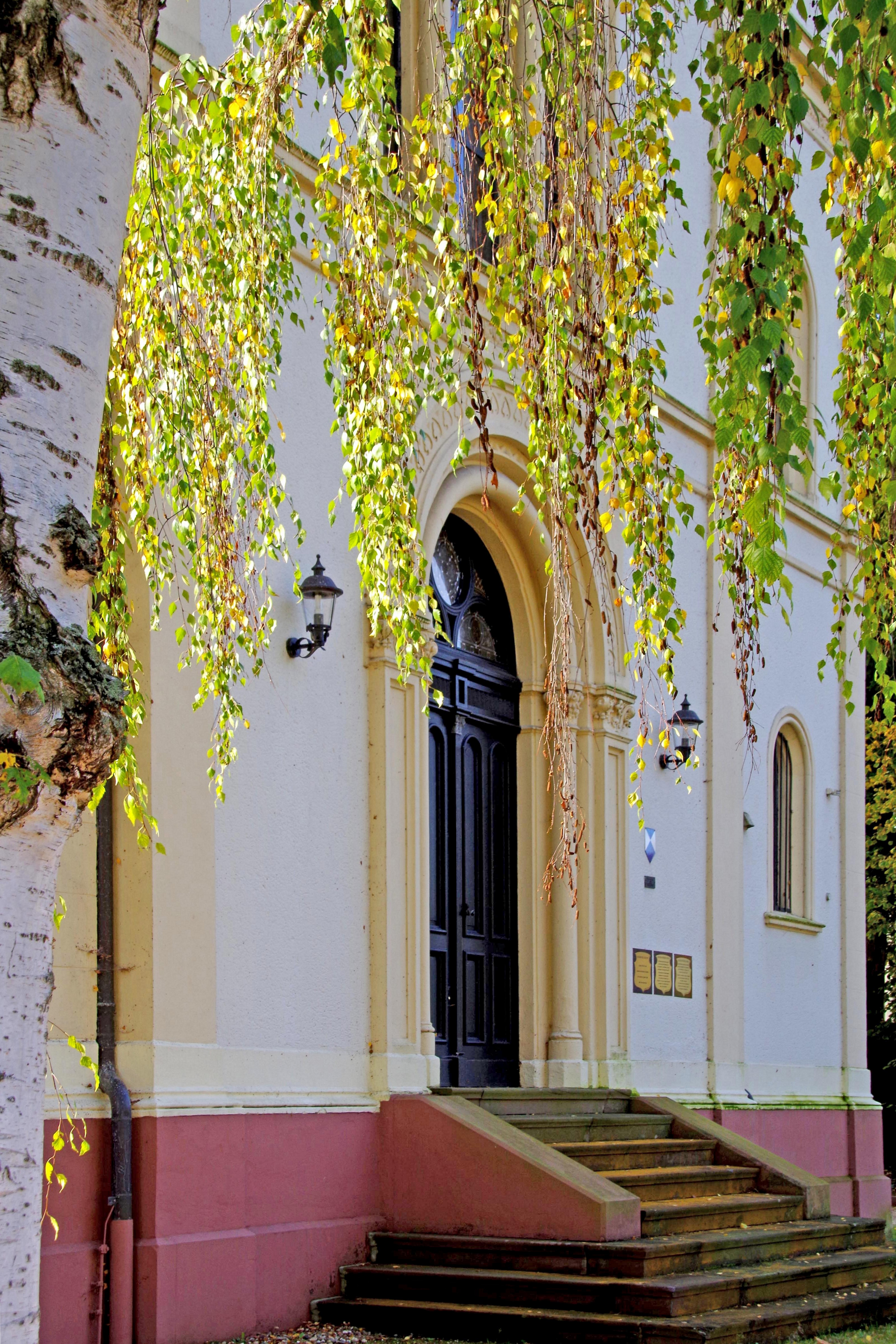
Portal
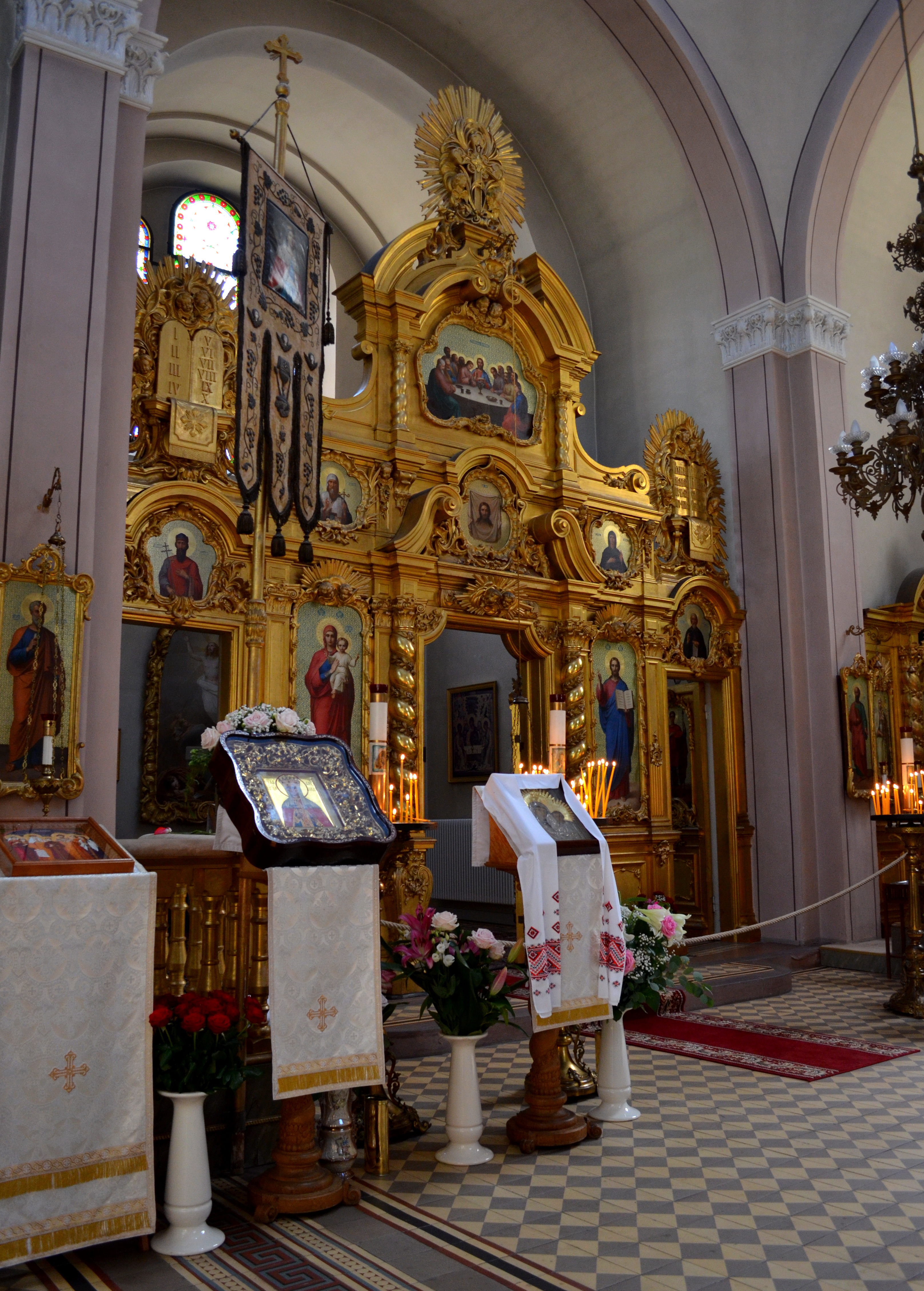
Ikonostase
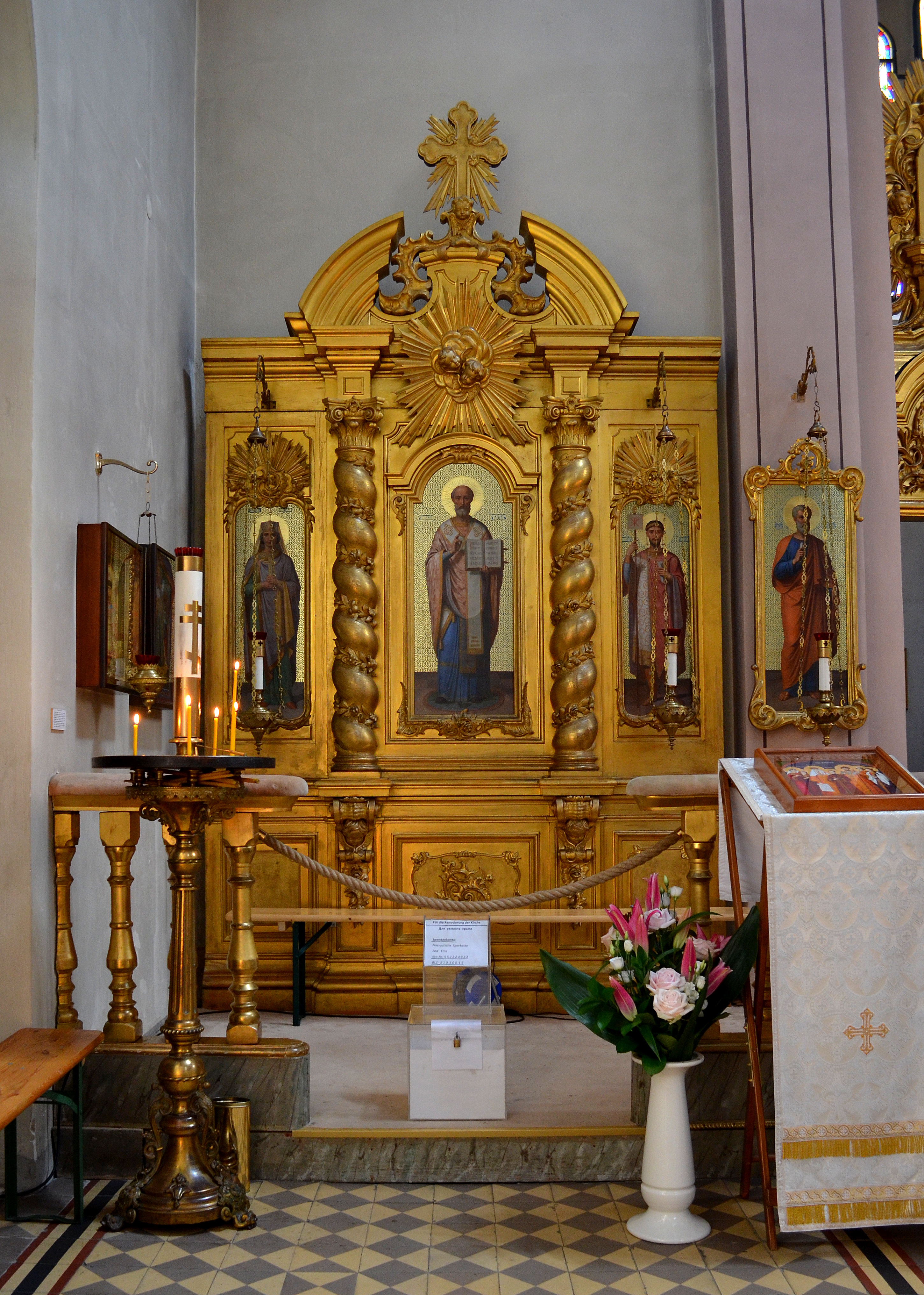
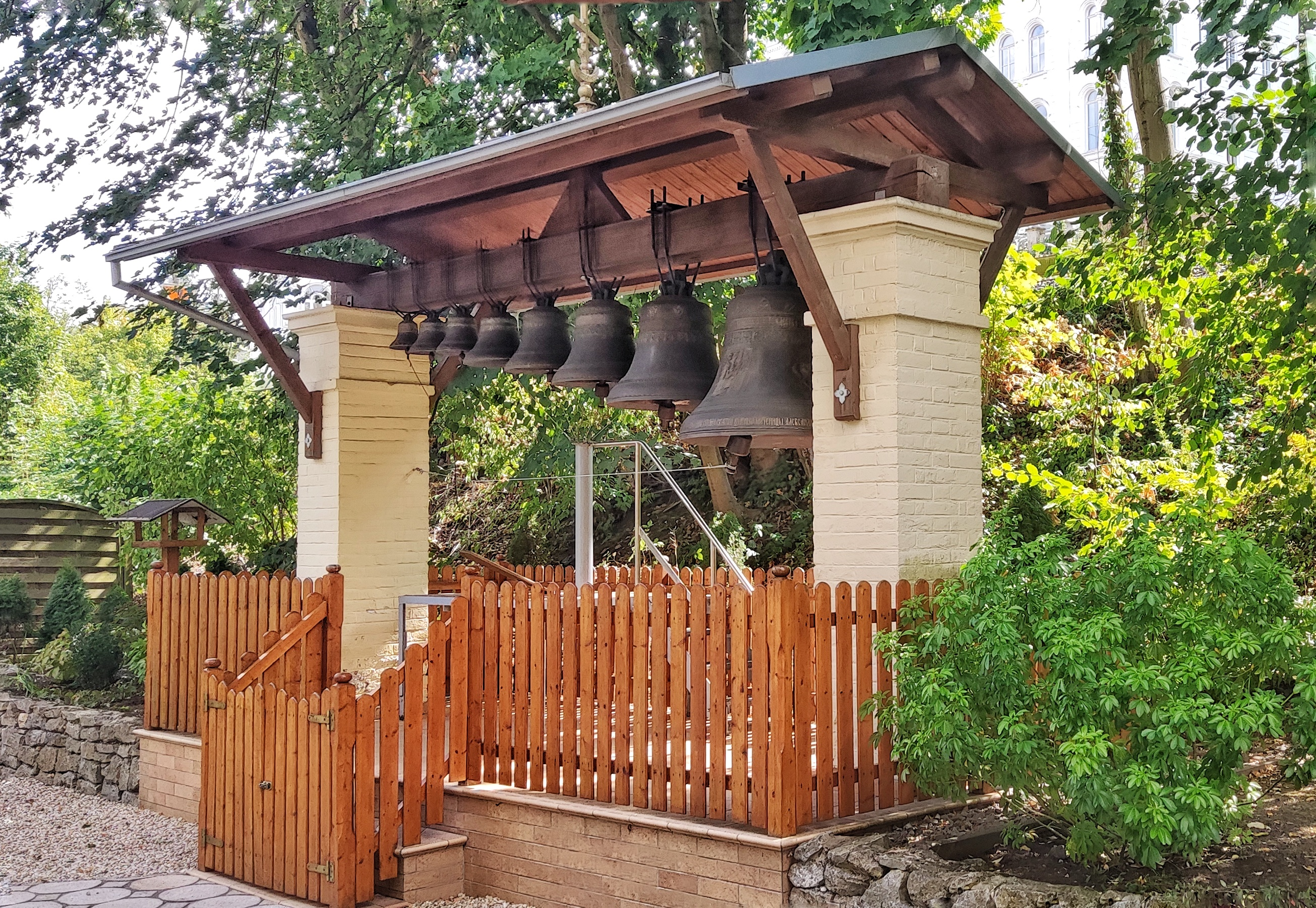
Geläut
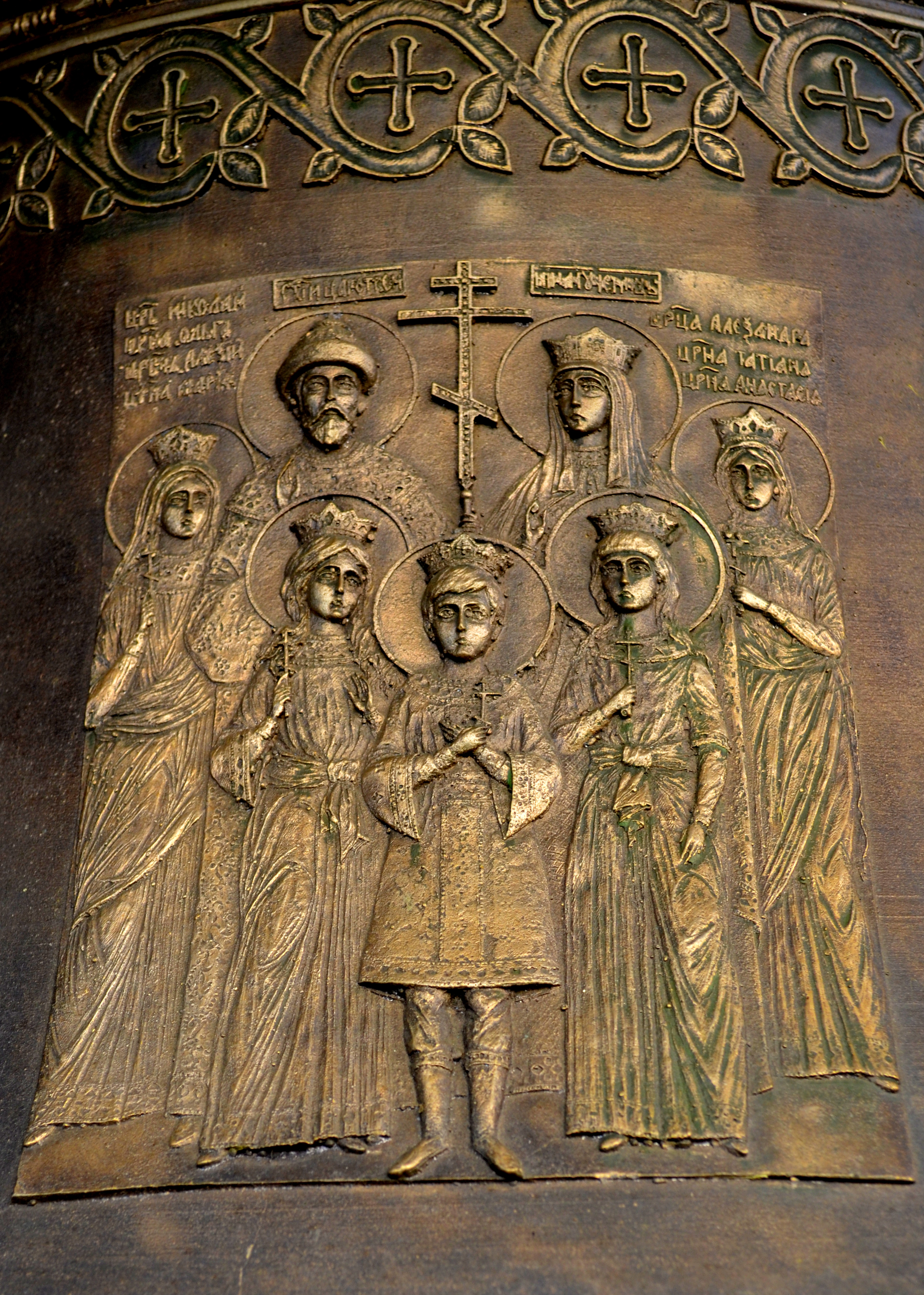
Heilige Zarenfamilie um Nikolaus II – Detail auf der größten Glocke